# Axel Lindahl (terränglöpare)
För andra betydelser, se Axel Lindahl.
Axel Lindahl, född 1885, död 1959, var en svensk terränglöpare. Hon deltog vid de olympiska spelen i Stockholm 1912.
Lindahl växte upp i Gustafström norr om Hällefors men tävlade för Karlskoga IF.